# Jan Caspar Philips
Pour les articles homonymes, voir Philips.
Jan Caspar Philips, né vers 1690 et mort en 1775, est un dessinateur, graveur au burin et théoricien de l'art néerlandais.

## Biographie
Jan Caspar Philips naît vers 1690 dans le Saint-Empire romain germanique,.
Il se rend à Amsterdam et grave des portraits. Il enseigne à Simon Fokke. Il exécute également des vues de Versailles et de la Bastille, ainsi qu'une illustration des Métamorphoses d'Ovide. Dans sa gravure intitulée December Sinterklaasavond, un enfant tient dans sa main une figurine représentant le prince d'Orange.
Jan Caspar Philips meurt en avril 1775 à Amsterdam.

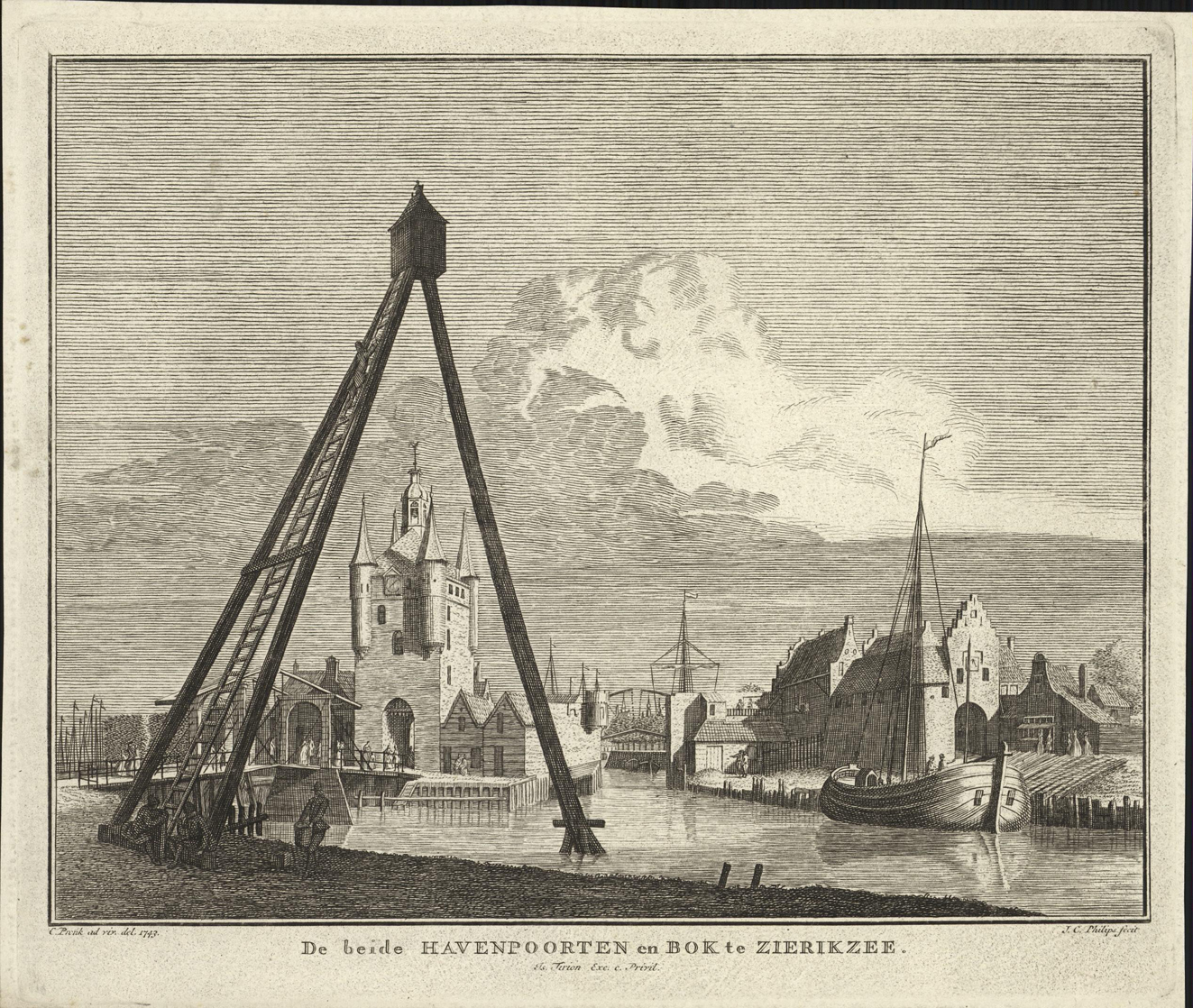
De beide havenpoorten en bok te Zierikzee.
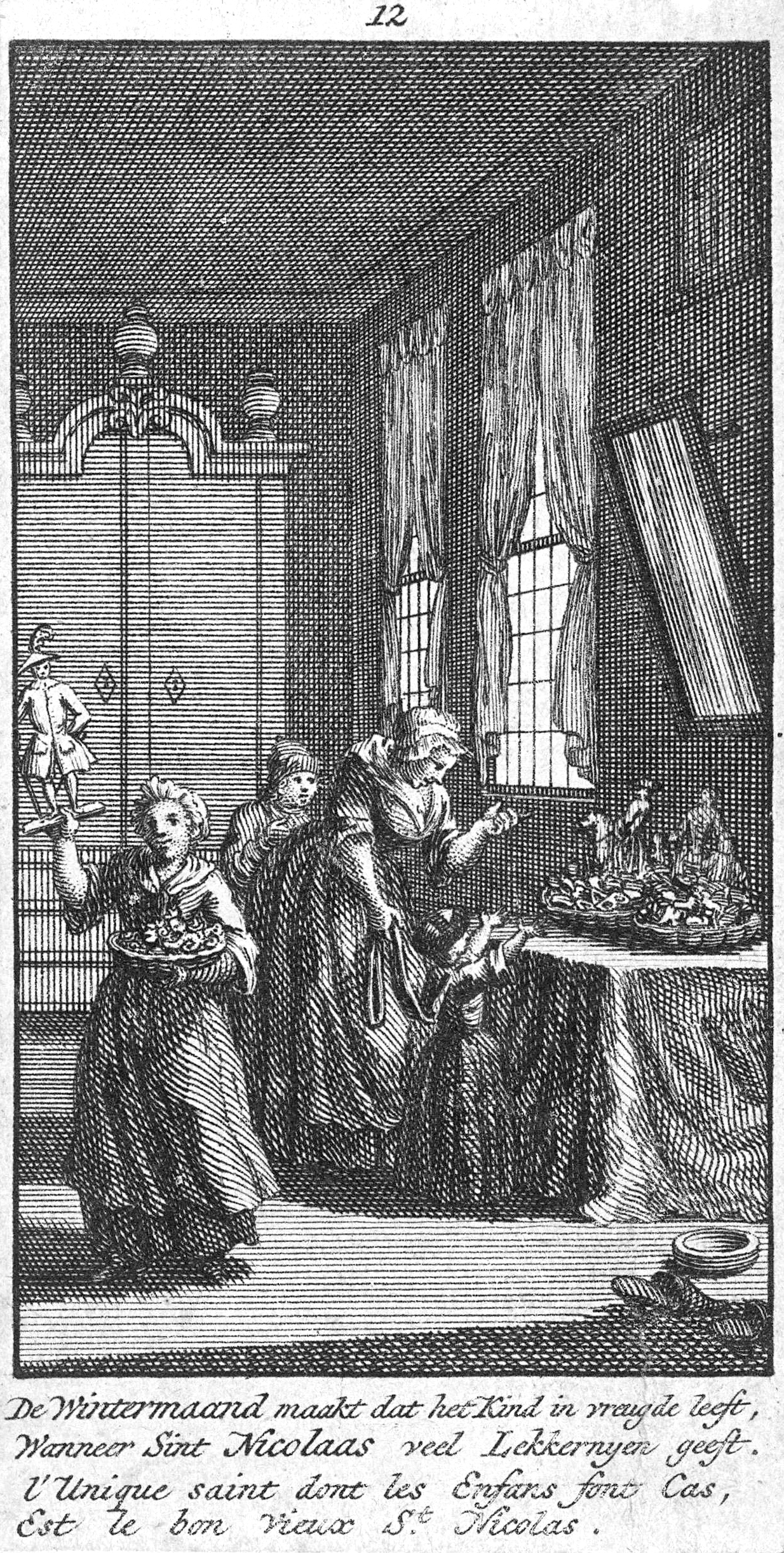
December Sinterklaasavond.
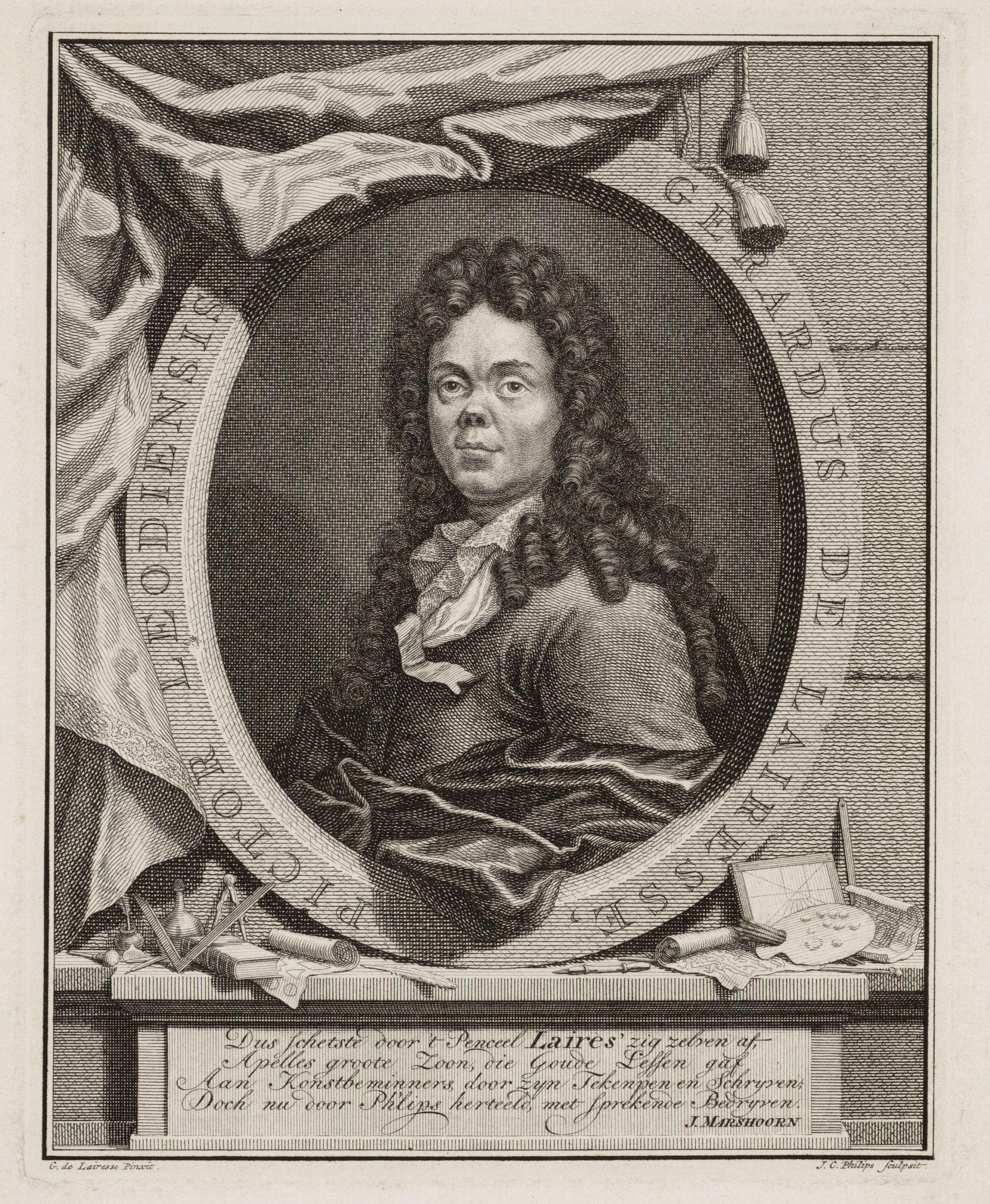
Portrait de Gérard de Lairesse.